# Antti Rinne
Antti Juhani Rinne (Helsinki, 3 novembre 1962) è un politico finlandese, da giugno a dicembre 2019 Primo ministro della Finlandia.
È presidente del Partito socialdemocratico dal 9 maggio 2014. È stato ministro delle finanze dal 6 giugno 2014 e al 29 maggio 2015.. Dal 1º luglio 2019 al 10 dicembre 2019 ha assunto la presidenza di turno del Consiglio dell'Unione europea.

## Biografia
Figlio di genitori entrambi avvocati (il padre, Juhani Rinne, è stato anche sindaco di Lohja) che, durante la sua infanzia, si trasferirono per lavoro a Hyvinkää.
Avvocato, si è laureato in giurisprudenza presso l'Università di Helsinki.
Rinne è stato il leader di diversi sindacati. Ha guidato l'ERTO dal 2002 al 2005, l'Unione dei dipendenti salariati dal 2005 al 2010, e Pro dal 2010 al 2014.
È stato eletto presidente del Partito socialdemocratico finlandese (SDP) il 9 maggio 2014, sconfiggendo Jutta Urpilainen. Dal giugno 2019 è Primo ministro della Finlandia, a capo di una coalizione di centrosinistra formata da cinque partiti (socialdemocratici, Partito di Centro, i Verdi, l'Alleanza di Sinistra e il partito della minoranza svedese) che ha ottenuto la fiducia di 111 dei 200 deputati del Parlamento di Helsinki, battendo dopo 16 anni la coalizione di centrodestra. Si è dimesso il 3 dicembre 2019 quando il Partito di Centro ha ritirato il suo appoggio.